# Sergio Moure de Oteyza
Sergio Moure de Oteyza   (la Corunya, 18 d'octubre de 1969) és un músic gallec, compositor de bandes sonores.
Va estudiar harmonia, composició i guitarra a l'Aula de música moderna i jazz del Conservatori Superior de Música del Liceu. És professor i compositor de l'ESCAC - Escola Superior de Cinema i Audiovisuals de Catalunya i coordinador musical del Centre d'Estudis Cinematogràfics de Catalunya (CECC).
El 2004 debutà com a compositor de banda sonora de la pel·lícula Inconscients de Joaquim Oristrell, per la que fou nominat al Goya a la millor música original i al Premi Barcelona de Cinema. En 2009 va estrenar a palau de l'Òpera de La Corunya el concert "Admónitum", encàrrec de l'Orquestra Simfònica de Galícia. També ha estat nominat als Premis Mestre Mateo sis vegades (2006, 2011, 2013, 2014. 2015, 2018 i 2020).

## Filmografia
- Inconscients (2004)
- Cargo (2006)
- Un buen hombre (2009)
- Secuestrados (2010)
- Retornos (2010)
- Mercado de Futuros (2011)
- Lobos de Arga (2011)
- Todo es silencio (2012)
- El cuerpo (2012)
- Tesis sobre un homicidio (2013)
- Somos gente honrada (2013)
- Extinction (2015)
- Lobos sucios (2015)
- Trinta lumes (2017)
- La batalla desconocida (2017)
- Haze: It's Complicated (2018)
- Feedback (2019)
- La gallina turuleca (2019)
- La Jauría (2019)